# El Rosario (kommun i Spanien)
El Rosario är en kommun i Spanien. Den ligger i provinsen Santa Cruz de Tenerife i den autonoma regionen Kanarieöarna i sydvästra delen av landet, 1 800 km sydväst om huvudstaden Madrid. Antalet invånare är 17 983 (2024). Arean är 39,31 kvadratkilometer. El Rosario ligger på ön Teneriffa. El Rosario gränsar till San Cristóbal de La Laguna, Tacoronte, El Sauzal, Candelaria och Santa Cruz de Tenerife. 